# カペラ・イストロポリターナ
カペラ・イストロポリターナ（Cappella Istropolitana）はスロバキアで1983年に結成された室内オーケストラ。スロヴァキア・フィルハーモニー管弦楽団のメンバーにより構成される。

## 概要
1991年にはブラチスラヴァ市議会より、市を代表する室内管弦楽団として指定され、創立以来、欧米を含めた世界中の有名ホールで演奏している。レコーディングもNAXOSレーベルを中心に80枚以上のCDをリリースするなど、数多く、ヴィヴァルディ、モーツァルトやベートーヴェンといったバロックや古典の作品のほか、ピアソラなどの現代作品も得意としている。また、日本においてもクラシック名曲集や廉価版のCDにおいて、その名がよく見られる。
団体名の「Istropolitana」は、ブラチスラヴァの古代ギリシャ語名「Istropolis」（「ドナウの都」を意味する）から取られている。